# Stele della Madonna della Lettera
La stele della Madonna della Lettera è eretta all'ingresso del porto di Messina sul cinquecentesco Forte del Santissimo Salvatore del braccio di San Raineri.

## Storia e descrizione
La stele fu innalzata per volontà dell'arcivescovo Angelo Paino. La struttura occupa l'estrema punta della lingua phari o falce dell'ansa portuale già costituente l'ultimo baluardo del sistema di fortificazioni realizzato nel 1546 dall'imperatore Carlo V ove già è documentata una primitiva Torre di Sant'Anna. 
L'opera progettata e realizzata da Francesco Barbaro, ospita sull'estremità superiore la statua modellata dallo scultore Tore Edmondo Calabrò. Il monumento fu consacrato e inaugurato dall'arcivescovo il 12 agosto 1934, nello stesso pomeriggio, attraverso uno speciale impianto radio ad onde ultracorte, messo a punto da Guglielmo Marconi, fu benedetto ed illuminato da Papa Pio XI in collegamento da Castelgandolfo. 
La cronaca dell'eccezionale avvenimento è descritta dal The Times di Londra nel numero del 12 settembre 1934.
L'alta stele di sezione ottagonale, rastremata verso l'alto con il basamento a campana, raggiunge allo stellario posto in capo alla Vergine Maria, un'altezza di circa 60 m dal pelo dell'acqua. La sommità foggiata a capitello ospita un piccolo basamento marmoreo sul quale poggia un globo di 2,60 m di diametro; con esso forma un tutt'uno, la statua della Madonna della Lettera riprodotta in bronzo dorato, alta 7 m. La Beata Vergine è raffigurata nell'atto di benedire con la mano destra e nella mano sinistra regge la lettera consegnata all'Ambasceria Messinese. Sulla parete circolare del bastione a caratteri cubitali è riprodotto in lingua latina il testo del saluto rivolto dalla Vergine agli Ambasciatori e alla città tutta:
Una copia, riproduzione fedele in scala, realizzata in cristallo, fu regalata al Papa subito dopo la sua inaugurazione. Il successore Papa Pio XII la restituì alla città, che la custodisce presso la biblioteca Painiana del Seminario arcivescovile «San Pio X» di Giostra.
Danneggiata durante i bombardamenti della seconda guerra mondiale, la stele fu prontamente restaurata. Papa Pio XII con lo stesso sistema via etere, il 14 agosto 1947, solennizzò la conclusione dei lavori di riparazione con una identica cerimonia d'inaugurazione.
Il 16 settembre 1954, 20 anni e 4 giorni dopo, la statua fu incoronata dall'arcivescovo di Palermo Cardinale Ernesto Ruffini nella ricorrenza del 383º anniversario della partenza dal porto di Messina, della flotta cristiana comandata da don Giovanni d'Austria, approntata per annientare la flotta ottomana di Uccialì nella battaglia di Lepanto.

### Epoca contemporanea
Gli interventi di restauro del 1998, in previsione del Giubileo del 2000, hanno contemplato il ripristino dell'intonaco del bastione «Sant'Anna», il recupero dell'iscrizione latina, l'installazione di un moderno e potente impianto d'illuminazione sui bordi del capitello, la realizzazione di una robustissima corona circolare di massi frangiflutti onde prevenire la pericolosa erosione provocata dal moto ondoso alla base del bastione, l'integrazione della preziosa doratura delle superfici metalliche, il consolidamento dell'armatura interna, il corretto funzionamento dell'aureola - stellario.
Studi in corso prevedono la progettazione e la realizzazione negli interni del bastione di Sant'Anna di un grande museo dedicato al mare e alla navigazione sullo Stretto.